# Struktura organizacyjna polskiej dywizji zmechanizowanej w latach 80. XX wieku
Struktura organizacyjna polskiej dywizji zmechanizowanej w latach 80. XX wieku – struktura organizacyjna, uzbrojenie i wyposażenie dywizji zmechanizowanej ludowego Wojska Polskiego w latach 80. XX wieku.

## Ogólna struktura
1. Dowództwo
2. Jednostki podległe bezpośrednio dowódcy dywizji:
  1. pułk zmechanizowany na bwp
  2. pułk zmechanizowany na TO SKOT
  3. pułk zmechanizowany na TO SKOT
  4. pułk czołgów średnich
3. jednostki podległe dowódcy dywizji przez szefa sztabu:
  1. batalion rozpoznawczy
  2. batalion łączności
  3. kompania ochrony i regulacji ruchu
  4. eskadra śmigłowców
4. Jednostki podległe dowódcy dywizji przez szefów wojsk i służb
  1. bateria dowodzenia szefa Artylerii
  2. pułk artylerii
  3. dywizjon artylerii (dywizjon rakiet taktycznych)
  4. dywizjon artylerii przeciwpancernej
  5. dywizjon artylerii rakietowej
  6. kompania dowodzenia szefa OPL
  7. pułk artylerii przeciwlotniczej
  8. batalion saperów
  9. kompania chemiczna
5. Jednostki tyłowe:
  1. batalion remontowy
  2. batalion zaopatrzenia
  3. batalion medyczny

Poniżej przedstawiona został szczegółowa struktura oddziałów i pododdziałów dywizji.

## Dowództwo DZ
Dowództwo
- dowódca
- zastępca dowódcy ds. liniowych
- zastępca dowódcy ds. politycznych
- radca prawny
- adiutant

Sztab
- szef sztabu
- wydział I operacyjny
- wydział II rozpoznawczy
- wydział łączności
- wydział kadr
- wydział organizacyjno-ewidencyjny
- wydział administracyjno-gospodarczy
- wydział finansowy
- wydział WSW
- prokuratura
- sąd wojskowy
- tajna kancelaria

Szefowie rodzajów wojsk
- szef artylerii
- szef OPL
- szef saperów
- szef zabezpieczenia chemicznego

Wydział Techniczny
- szef służb technicznych[2]
  - st. ofic. ds koordynacji
  - szef służby czołgowo-samochodowej[3]
  - szef służby uzbrojenia i elektroniki[3]

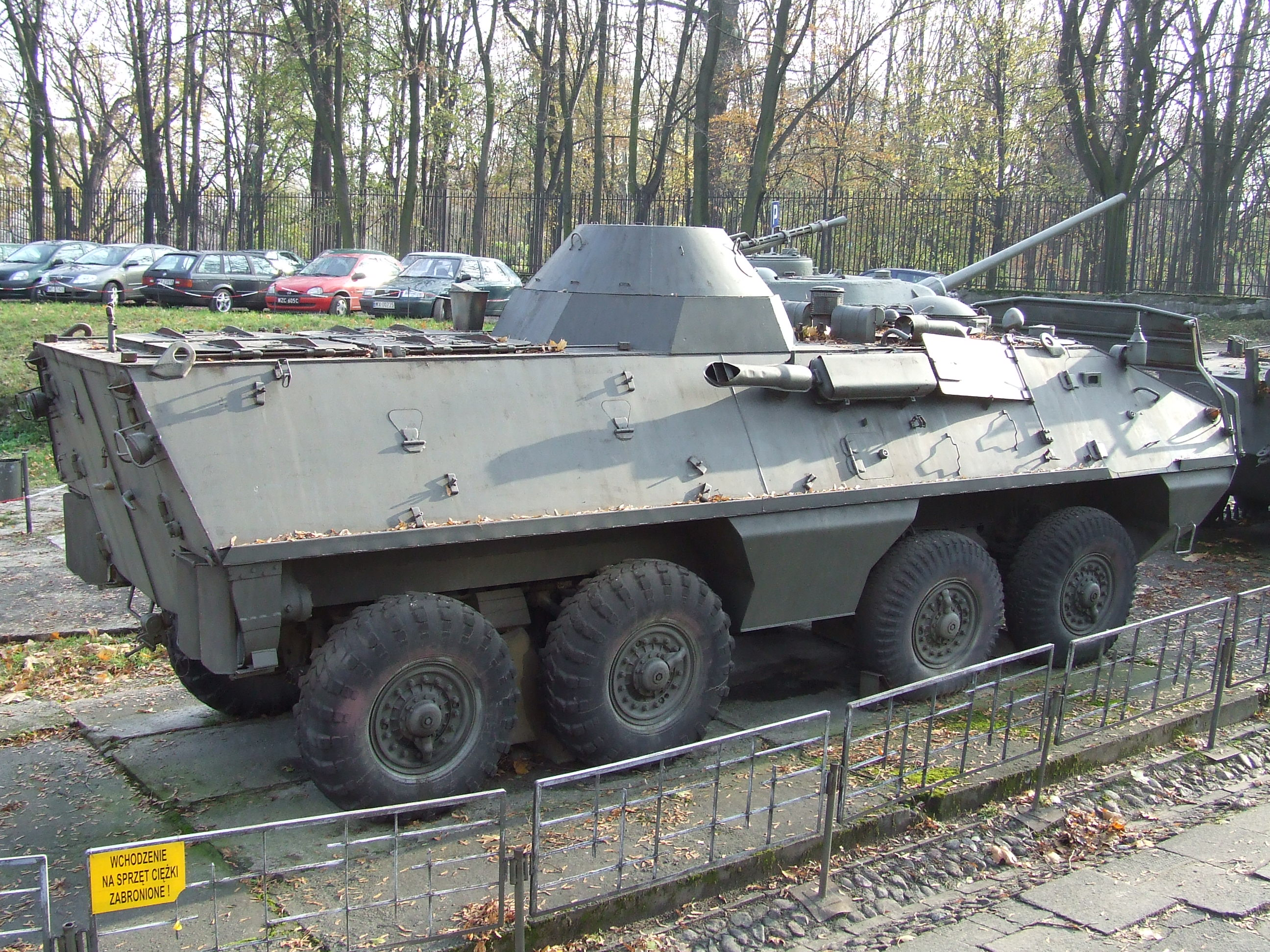
SKOT 2A

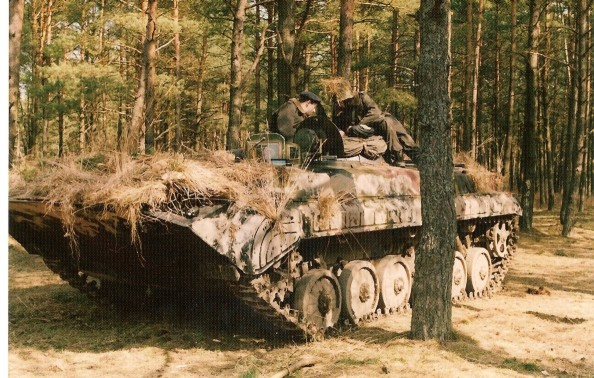
BWP-1

Kwatermistrzostwo
- kwatermistrz[2]
  - szef służby żywnościowej[3]
  - szef służby mundurowej[3]
  - szef służby zdrowia[3]
  - szef MPS[3]

## Pułk zmechanizowany
- Dowództwo
- 3 bataliony zmotoryzowane (zmechanizowane)
- batalion czołgów – 40 czołgów
- dywizjon artylerii
- kompania rozpoznawcza – 7 BRDM-2
- kompania saperów – 2 BLG, BRDM-2, 3 SKOT
- kompania łączności
- bateria przeciwpancerna – 6 ppk na BRDM-2
- bateria przeciwlotnicza – 6 ZU-23-2, 8 S-2m
- kompania zaopatrzenia
- kompania remontowa
- kompania medyczna
- pluton chemiczny
- pluton ochrony i regulacji ruchu
- orkiestra garnizonowa

W skład każdego z trzech batalionów zmotoryzowanych (zmechanizowanych)  wchodziło:
- dowództwo
- 3 kompanie zmotoryzowane (zmechanizowane) – 10 SKOT/BWP
- bateria moździerzy 120 mm – 6 moździerzy
- pluton plot – 2 ZU-23-2, 4 S-2m
- pluton ppanc – 2 SPG-9, 2 ppk FAGOT/MALUTKA (tylko w batalionach uzbrojonych w SKOT-y)
- pluton łączności

natomiast w skład batalionu czołgów:
- dowództwo
- 3 kompanie czołgów a. 13 czołgów T-54/55
- pluton łączności

W zależności od etatu w skład pułku wchodziła bateria 122 mm samobieżnych haubic 2S1 lub dywizjon 122 mm hbs a. dwie baterie a. 6 haubic.

## Pułk czołgów średnich
- Dowództwo
- 5 kompanii czołgów – 16 T54/55
- bateria plot – 6 ZU 23-2, 4 S-2
- kompania rozpoznawcza – 7 BRDM-2

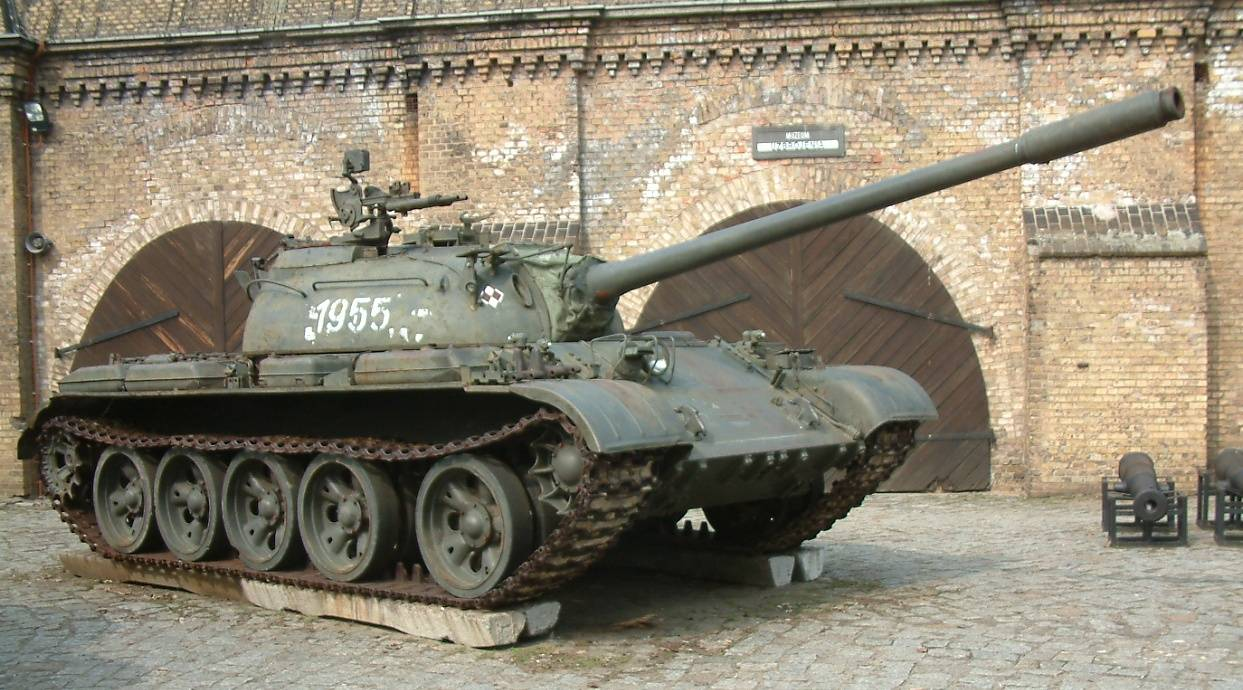
Czołg T 55

- kompania saperów – 4 BLG, BRDM-2, 5 SKOT
- kompania łączności
- kompania medyczna
- kompania remontowa
- kompania zaopatrzenia
- pluton ochrony i regulacji ruchu
- pluton chemiczny

## Pułk artylerii
- Dowództwo
- Sztab
  - bateria dowodzenia
    - pluton łączności
    - pluton zwiadowców
    - pluton rozpoznania dźwiękowego
    - pluton topograficzny
- dywizjon haubic 122mm
  - 3 baterie po 6 haubic = 18 haubic
- dywizjon haubic 122 mm
  - 3 baterie po 6 haubic = 18 haubic
- dywizjon haubic 152mm
  - 3 baterie po 6 haubic = 18 haubic
- pluton plot – 4 ZU
- kompania zaopatrzenia
- kompania remontowa
  - pluton remontu samochodów
  - pluton uzbrojenia
  - pluton medyczny
  - pluton regulacji ruchu

## Pułk artylerii przeciwlotniczej
- Dowództwo
- Sztab
- bateria dowodzenia
- 4 baterie przeciwlotnicze a. 6 armat S-60
- pluton remontowy
- pluton zaopatrzenia
- pluton medyczny

## dywizjon artylerii rakietowej BM-21

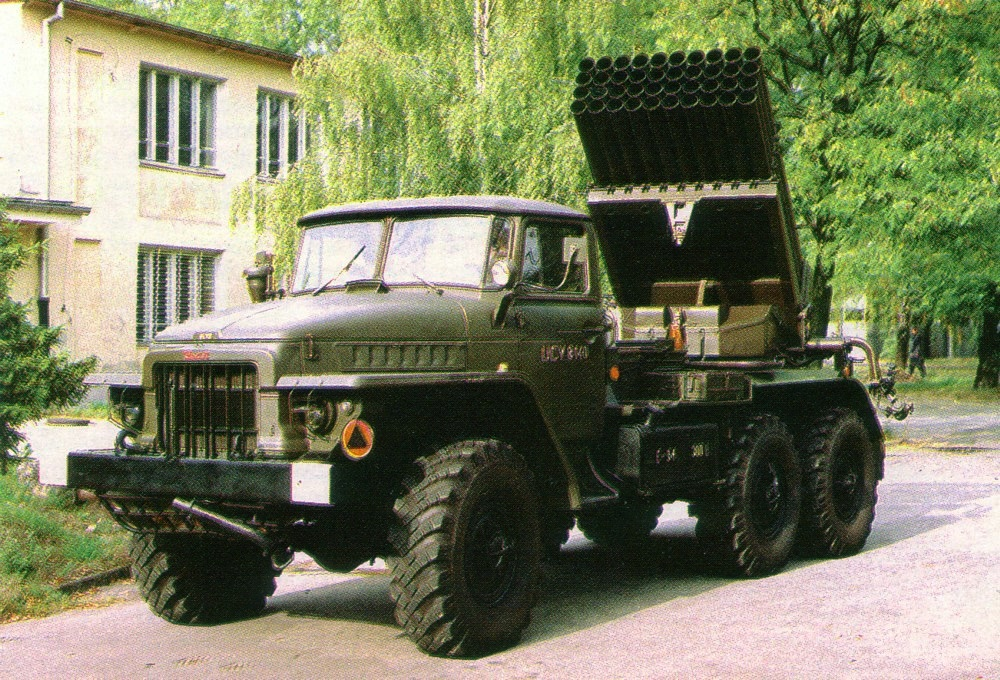
Wyrzutnia BM-21 w położeniu bojowym

- Dowództwo
- Sztab
- pluton dowodzenia
- 3 baterie
- pluton techniczny
- pluton remontowy
- pluton zaopatrzenia

## Dywizjon artylerii (dywizjon rakiet taktycznych)
- Dowództwo
- Sztab
- bateria dowodzenia
- 2 baterie – 2 R-70
- pluton techniczny
- pluton remontowy
- pluton zaopatrzenia

## Dywizjon artylerii przeciwpancernej
- Dowództwo
- Sztab
  - 3 baterie – 6 armat D-44

## Batalion rozpoznawczy
- Dowództwo
- Sztab
- kompania rozp – 10 BRDM-2
- kompania rozp – 10 BWP
- kompania specjalna
  - 5 grup specjalnych

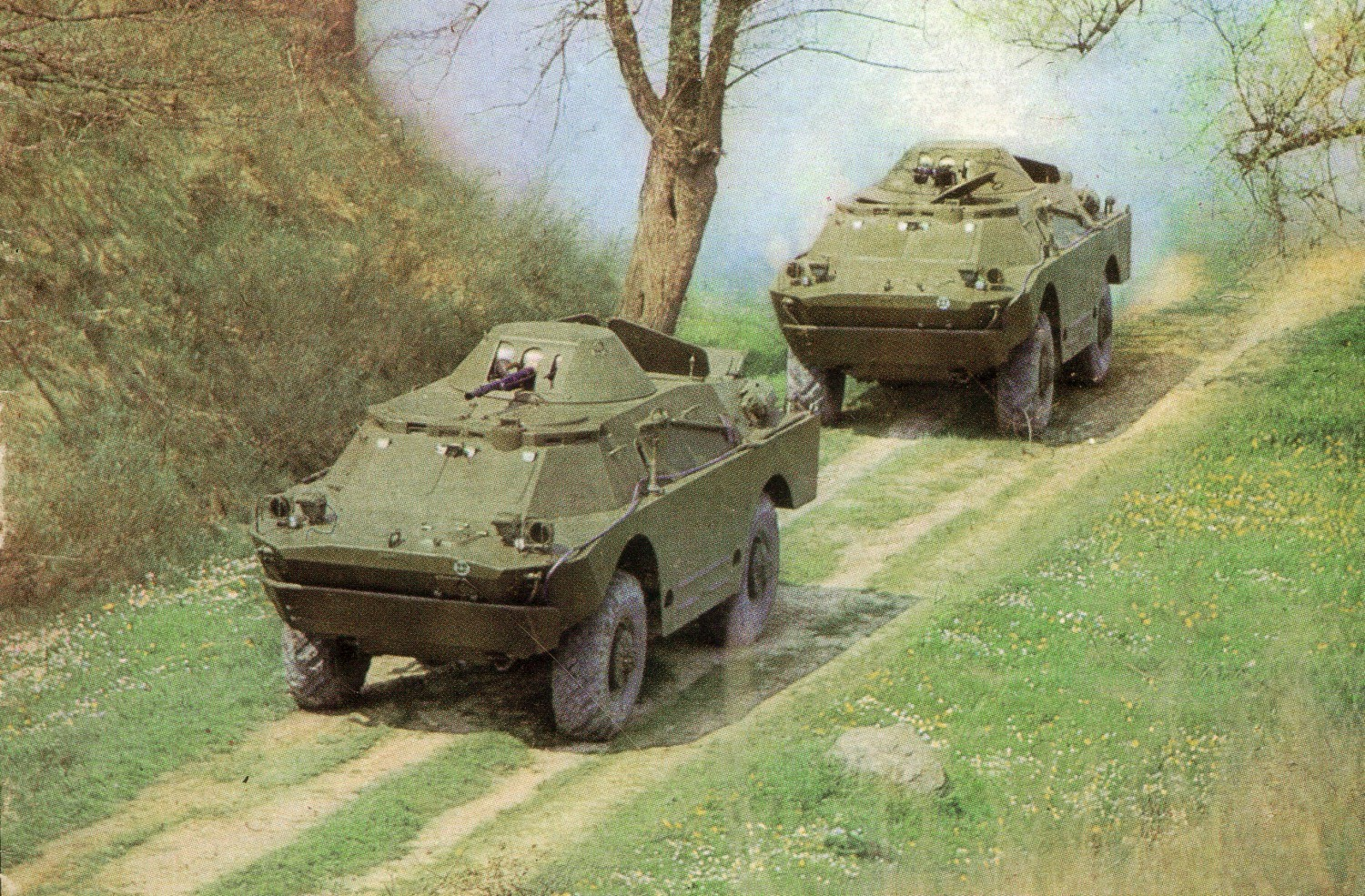
BRDM-2

- kompania rozp radioelektronicznego
- pluton technicznego rozpoznania pola walki
- pluton łączności
- pluton zaopatrzenia
- pluton medyczny

## Batalion łączności
- dowództwo
- sztab
- stacja szyfrowa
- kompania radiowa 
  - pluton wozów dowodzenia
  - 1 pluton radiowy
  - 2 pluton radiowy
- kompania telefoniczno-telegraficzna		
  - pluton transmisji informacji
  - pluton radioliniowo-kablowy
  - pluton łączności wewnętrznej i zasilania
- pluton łączności TSD
- Wojskowa Stacja Pocztowa
- pluton remontowy
- pluton zaopatrzenia
- pluton medyczny

## Batalion saperów
- Dowództwo
- Sztab
- pluton dowodzenia
- kompania saperów (10 TO SKOT)

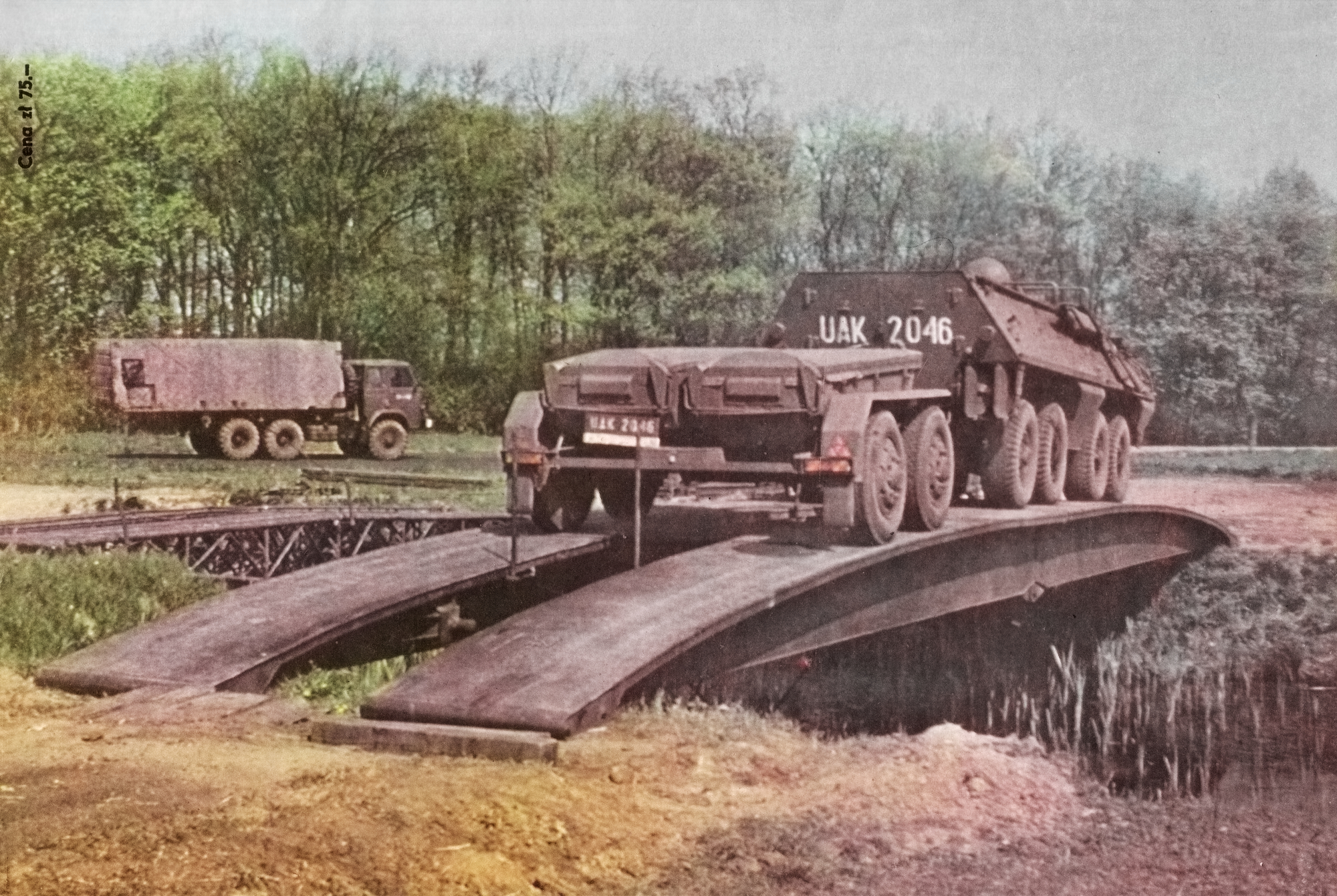
SKOT z przyczepką ŁWD na przęśle BLG

- kompania pontonowa (park pontonowy PP 64)
- kompania desantowo-przeprawowa
- kompania inżynieryjno-drogowa
- kompania techniczna
- pluton remontowy
- pluton zaopatrzenia
- pluton medyczny

## Batalion zaopatrzenia
- Dowództwo
- Sztab
- 2 kompanie zaopatrzenia w amuncję
- kompania zaopatrzenia w MPS
- pluton zaopatrzenia
- pluton zaopatrzenia technicznego
- drużyna zaopatrzenia żywnościowego i mundurowego
- piekarnia polowa
- łaźnia i pralnia polowa
- drużyna filtrów wody

## Batalion medyczny
- Dowództwo
- Sztab
- kompania medyczna 
  - pluton segregacji i ewakuacji
  - pluton chirurgiczny
- pluton specjalny
- pluton ewakuacyjno-transportowy
- pluton zaopatrzenia
- gabinet stomatologiczny
- apteka

Razem w batalionie:
- 1 rdst R-107
- 1 samochód OT
- 17 samochodów CT
- 13 samochodów specjalnych
- 4 przyczepy

## Batalion remontowy
- Dowództwo
- Sztab
- kompania remontu pojazdów gąsienicowych
  - 2 plutony remontu czołgów
  - pluton remontu pojazdów gąsienicowych i sprzętu inżynieryjnego
- kompania remontu uzbrojenia i elektroniki	
  - pluton remontu uzbrojenia
  - stacja kontrolno – remontowa
- kompania remontu pojazdów kołowych
  - 2 plutony remontu pojazdów kołowych
  - pluton remontu transporterów kołowych
- pluton robót specjalnych 
  - drużyna naprawy elektronicznej i ładowania akumulatorów
  - drużyna spawalnicza
  - 2 drużyny ślusarsko-mechaniczne
  - drużyna kowalsko-blacharska
- pluton remontu sprzętu łączności
  - 2 drużyny
- pluton ewakuacji
- pluton zaopatrzenia	
  - 2 drużyny zaopatrzenia
  - drużyna gospodarcza
- pluton medyczny

## Kompania chemiczna
- pluton rozpoznania skażeń a. 3 drużyny a. 4
- pluton rozpoznania skażeń a. 3 drużyny a. 4
- pluton zabiegów specjalnych
- drużyna remontu sprzętu dozymetrycznego
- drużyna remontu samochodów
- drużyna gospodarcza
- elektrownia oświetleniowa

## Kompania ochrony i regulacji ruchu
- pluton orr
- pluton orr
- pluton transportowy
- drużyna remontowa
- drużyna gospodarcza

## Eskadra śmigłowców
- klucz śmigłowców łącznikowych a. 3 śmigłowce Mi-2
- klucz śmigłowców rozpoznawczych a. 3 śmigłowce Mi-2
- klucz śmigłowców artyleryjskich a. 3 śmigłowce Mi-2

## Bateria dowodzenia szefa Artylerii
- pluton łączności
- pluton topograficzny
- pluton zwiadowców
- pluton rozpoznania dźwiękowego

## Zestawienie ilościowe uzbrojenia i sprzętu
- 201 T-54/55
- 100 BWP-1
- SKOT
- BRDM-2
- 12 ppk
- 18 ppk na BRDM
- 12 SPG-9
- 18 D-44
- 54 moździerze 120 mm
- 54 haubice 122 mm
- 18 haubic 152 mm
- 12 BM-21
- 4 R-70
- 43 ZU/PKM
- 4 ZSU
- 24 S-60
- 52 S-2